# Брек (Морбиан)
Брек (фр. Brech) — коммуна на северо-западе Франции, находится в регионе Бретань, департамент Морбиан, округ Лорьян, кантон Плювинье. Расположена в 19 км к западу от Вана и в 34 км к востоку от Лорьяна, на правом берегу ривьеры Оре (иначе, река Лош). Через территорию коммуны проходит национальная автомагистраль N165.
Население (2019) — 6 660 человек.

## История
29 сентября 1364 года болота Керзо между нынешними Оре и Бреком стали местом битвы при Оре, в ходе которой будущий герцог Жан V де Монфор восторжествовал над своим соперником Карлом де Блуа. Карл был убит, а его главный сподвижник Бертран дю Геклен взят в плен. Эта победа положила конец войне за Бретонское наследство. 
В 1795 году, после провала Кибронской экспедиции и капитуляции эмигрантов  21 июля, большая часть пленных была направлена в Оре. По приговору военных комиссий с участием горожан 7505 человек были расстреляны на лугу в Бреке, на западном берегу реки Лош, называемом с тех пор «Поле мучеников», и похоронены в этом месте. В 1829 году их останки были эксгумированы и захоронены в пещере мемориальной часовни чертозы Оре на территории коммуны Брек.

## Достопримечательности
- Церковь Святого Андрея XII-XIX веков
- Часовня Нотр-Дам-де-Грас XVI века
- Часовня на «Поле мучеников» XIX века
- Чертоза Оре

## Экономика
Структура занятости населения:
- сельское хозяйство — 5,0 %
- промышленность — 9,1 %
- строительство — 11,7 %
- торговля, транспорт и сфера услуг — 31,4 %
- государственные и муниципальные службы — 42,9 %

Уровень безработицы (2018) — 11,3 % (Франция в целом —  13,4 %, департамент Морбиан — 12,1 %). 

Среднегодовой доход на 1 человека, евро (2018) — 22 790 (Франция в целом — 21 730, департамент Морбиан — 21 830).

## Демография
Динамика численности населения, чел.

## Администрация
Пост мэра Брека с 2018 года занимает Фабрис Робле (Fabrice Robelet), член Совета департамента Морбиан от кантона Плювинье. На муниципальных выборах 2020 года возглавляемый им центристский список был единственным.
| Период | Период | Фамилия       | Партия        | Примечания                                     |
| ------ | ------ | ------------- | ------------- | ---------------------------------------------- |
| 1953   | 1983   | Поль Готер    |               |                                                |
| 1983   | 1989   | Раймон Ле Бле |               |                                                |
| 1989   | 2014   | Поль Бодик    | Разные левые  | работник почтовой службы                       |
| 2014   |        | Фабрис Робле  | Разные правые | медицинский работник, член Совета департамента |

## Знаменитые уроженцы
- Жорж Кадудаль (1771—1804) — сын мельника, вождь шуанов

## Галерея
- Церковь Святого Андрея
- Часовня на «Поле мучеников»
- Чертоза Оре